# John Schmitt
(en) Statistiques sur pro-football-reference
John Charles Schmitt, né le 12 novembre 1942 à Brooklyn, est un joueur américain de football américain.

## Biographie

### Enfance
Schmitt étudie à la Seton Hall Preparatory School de West Orange dans le New Jersey.

### Carrière

#### Université
Il entre à l'université Hofstra et évolue dans l'équipe de football américain de 1961 à 1963,. Lors de ces premières années, Schmitt joue comme offensive tackle et defensive tackle avant de basculer au poste de centre en 1962. Il est titulaire pendant trois ans, recevant le titre d'All-American en 1963 et fait partie de l'équipe de 1962 affichant un score de 8-2 pour permettre à la faculté de faire sa première apparition en post-season de son histoire.

#### Professionnel
John Schmitt n'est sélectionné par aucune équipe lors de la draft 1964 de la NFL ou encore sur celui de l'AFL. Suscitant l'intérêt des Texans de Dallas et des Tiger-Cats de Hamilton, en Ligue canadienne de football, il s'engage avec les Jets de New York après un coup de téléphone de son entraîneur Howdy Myers à Weeb Ewbank, responsable des Jets. Le staff new-yorkais s'inquiète de la vieillesse grandissante au poste de centre et Schmitt est recruté pour prendre le poste dans un avenir proche. Après un passage chez les Giants de Jersey City en Atlantic Coast Football League, une ligue de développement servant de réservoir aux équipes professionnelles américaines, il fait ses débuts chez les Jets avant de se blesser gravement pendant son deuxième match comme rookie.
Schmitt devient titulaire comme centre en 1966 et remporte le Super Bowl III. Il dispute dix saisons chez les verts,  devenant capitaine ou encore représentant des joueurs avant d'être échangé, en 1974, aux Packers de Green Bay contre un tour de draft,. Le joueur de ligne offensive dispute une dernière saison, comme remplaçant, avant de prendre sa retraite. 